# フランコ・カプアーナ
フランコ・カプアーナ（Franco Capuana, 1894年9月29日 - 1969年12月10日）は、イタリアの指揮者、作曲家。姉マリア・カプアーナ（1891年 - 1955年）は、ワーグナー作品を得意としたメゾソプラノ歌手。

## 生涯
フランコ・カプアーナは1894年9月29日、軍人であった父の赴任先であるファーノに生まれる。1905年、わずか11歳でナポリのサン・ピエトロ音楽院に入学して作曲、ピアノ、音楽史を修め、1915年に作曲部門で賞をとり卒業。卒業後はレージョ・エミリアでコーチ職を務め、第一次世界大戦による出征を経て復員後はピエトロ・マスカーニらの助手を務めたのち、1919年にブレシアで指揮者デビューを果たした。1920年代はイタリアの地方劇場を指揮して回り、1924年にはフェリーチェ・ラットゥアーダの『サンダ』を初演。1926年にはバルセロナでイタリア国外での最初の指揮を行って成功をおさめ、スペイン各地の歌劇場に出演することとなった。1929年にはブエノスアイレスのテアトロ・コロンに初出演。1930年から1937年までナポリのサン・カルロ劇場の首席指揮者を務め、披露公演でプッチーニの『トゥーランドット』とチレアの『アドリアーナ・ルクヴルール』を指揮した。1937年から1940年まではスカラ座で首席指揮者となる。最初のスカラ座時代には通常のレパートリーのほかに、モンテヴェルディの『タンクレディとクロリンダの戦い』やモーツァルトの『カイロの鵞鳥』といった埋もれていた作品の再構成版の上演も行った。1946年には、コヴェント・ガーデン王立歌劇場における第二次世界大戦後最初のシーズンで、サン・カルロ劇場の引っ越し公演を指揮した。1947年にはスカラ座に戻り、1949年から1952年まで音楽監督を務める。二度目のスカラ座時代では、就任披露でドニゼッティの『ルクレツィア・ボルジア』を指揮した。1951年から2シーズンはコヴェント・ガーデン王立歌劇場でも指揮している。その間、ベッリーニの『夢遊病の女』のレコードが1955年度のディスク大賞を受賞している。カプアーナはイタリアのスタンダードなレパートリーにとどまらず、ワーグナー、リヒャルト・シュトラウス、ヤナーチェク、ボロディン等のオペラをイタリアに積極的に紹介し、また前述の『タンクレディとクロリンダの戦い』や『カイロの鵞鳥』など埋もれた作品の発掘にも力を入れていた。しかし、1969年12月10日にサン・カルロ劇場のシーズン初日にロッシーニの『エジプトのモーゼ』を演奏中に急死した。75歳没。
日本においては、NHKが主宰したNHKイタリア歌劇団のうち1961年9月から10月の第3回公演で来日し、ヴェルディの『アイーダ』をジュゼッペ・モレッリと分担して振ったほか、日本初演となるジョルダーノの『アンドレア・シェニエ』を東京文化会館と大阪のフェスティバルホールで指揮し、東京文化会館とフェスティバルホールでの特別演奏会にもモレッリ、アルトゥーロ・バジーレとともに出演して、ロッシーニの『ウィリアム・テル』序曲を指揮した。『アイーダ』と『アンドレア・シェニエ』の公演がLPレコードで1983年、CDで1984年（『アンドレア・シェニエ』）と1985年（『アイーダ』）に、レーザーディスクで1991年と1993年に、DVDで2004年にいずれもキングレコードから発売された。
作曲家としてのカプアーナはあまり盛名ではないが、青年期にカンタータやオラトリオなどの声楽作品やソナタを作曲している。